# Sandra Valenti
Sandra Valenti (* 27. November 1939 in Rom; † 8. Februar 2005 ebd.) war eine italienische Sprinterin.
1958 wurde sie bei den Leichtathletik-Europameisterschaften Fünfte in der 4-mal-100-Meter-Staffel und schied über 100 m im Vorlauf aus.
Bei den Olympischen Spielen 1960 in Rom wurde sie Fünfte in der 4-mal-100-Meter-Staffel.
Ihre persönliche Bestzeit über 100 m von 11,9 s stellte sie 1958 auf.